# Église Notre-Dame-et-Saint-Laurent de Grez-sur-Loing
L’église Notre-Dame-et-Saint-Laurent, ou simplement église Saint-Laurent,  est un édifice religieux catholique situé à Grez-sur-Loing, en France. Il est classé aux monuments historiques depuis 1907.

## Situation et accès
L’édifice est situé dans la rue Wilson, en face de la rue de l’Église, dans le centre-ville de Grez-sur-Loing. Plus largement, il se trouve dans le département de Seine-et-Marne, en région Île-de-France.

## Histoire
L’église est fondée au XIIe siècle en tant que siège d’un prieuré-cure. Son chœur n’ayant jamais été ajouté, on peut la considérer comme édifice inachevé.

## Statut patrimonial et juridique
L’église fait l’objet d’une classement au titre des monuments historiques par arrêté du 6 juillet 1907, en tant que propriété de la commune.

## Représentations culturelles

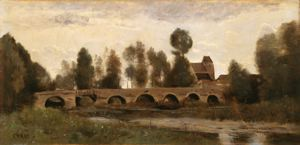
Grez-Sur-Loing, pont et église par Corot où l’église apparaît derrière le pont.

- Entre 1850 et 1860 : tableau Grez-Sur-Loing, pont et église par Jean-Baptiste Camille Corot.